# Арсенал (Тиват)
„Арсенал“ (на черногорски: Fudbalski klub Arsenal Tivat) е черногорски футболен клуб от град Тиват. Състезаващ се в Първа черногорска лига (най-високото ниво в Черна гора). През 2022/23 стига финал за Купата и взема бронзовите медали в първенството.

## История на клуба
Клубът е основан през 1914 година като НК „Орен“. Настоящето си име получава през 1930 след като е обединен с друг Тиватски клуб НК „Зрински“. Той е вторият най-стар клуб в Черна гора, след този на „Ловчен“. 

## Успехи
- Черногорска първа лига
  -  Бронзов медалист (1): 2022/23
- Купа на Черна гора
  -  Финалист (3): 2022/23
- Черногорска втора лига
  - Второ място (2): 2020/21, 2021/22
- Черногорска трета лига (Южен регион)
  -  Шампион (3): 2011/12, 2016/17, 2017/18
- Купа на Южния регион
  -  Носител (3): 2009, 2010, 2011

- Шампионат на Черна гора (1922-1940)
  -  Шампион (1): 1937
  -  Сребърен медалист (3): 1929, 1930 пролет, 1930 есен
- Черногорска четвърта лига
  -  Шампион (3): 1979/80, 1983/84, 1987/88